# Берёзовая улица (Санкт-Петербург)
Берёзовая улица — улица в Приморском районе Санкт-Петербурга. Расположена в историческом районе Коломяги. Проходит от 1-й Никитинской до Горной улицы.

## История наименования
С 1838 года Коломяги полностью принадлежали герою Отечественной войны 1812 года генералу А. П. Никитину (портрет есть в Эрмитаже, в его честь названы 1-я Алексеевская и обе Никитинские улицы в Коломягах). После смерти графа Никитина хозяйкой дома стала его дочь Елизавета. Она вышла замуж за графа П. М. Орлова-Денисова. На одной из их дочерей Александре Петровне был женат граф Николай Павлович Граббе, от которого улица получила своё первоначальное название — Николаевская. В 1939 году она была переименована в Берёзовую улицу, очевидно, по складывавшемуся «кустовому» принципу наименования улиц в городе (в Приморском районе есть также Ольховая, Рябиновая, Камышовая и Вербная улицы).

## Интересные факты
- Одновременно с Николаевской на волне упразднения «дворянских» названий переименовали Елизаветинскую улицу. При этом обе Алексеевские и обе Никитинские улицы переименованы не были.